# Angel Heart
Angel Heart es un manga creado por Tsukasa Hōjō que comenzó a publicarse en Japón en el año 2001 en la revista Comic Bunch de la editorial Coamix.
En el 2005 se comenzó a emitir una serie de anime adaptada del manga producida TMS Entertainment, Yomiuri TV y Aniplex se emitió en varias cadenas afiliadas de Nippon Television.
Angel Heart comparte los mismos personajes que City Hunter, pero según palabras del autor, no es una continuación de este, ya que se desarrollan en diferentes universos.

## Argumento
La historia es una continuación de los sucesos de City Hunter, empero ubicada en un universo alterno. Glass Heart, una joven asesina taiwanesa de 15 años, decide suicidarse lanzándose desde lo alto de un edificio en Shinjuku, Japón, tras asesinar a su víctima número 50, un hombre, en un parque, solo para segundos después ver como la hija pequeña de ese hombre se acercaba a él con un helado.
Al mismo tiempo, Kaori, quien llega tarde a una cita para agendar su vestido de bodas para su matrimonio con Ryo, es atropellada salvando a una mujer de ser aplastada por un camión. Tras caer en muerte cerebral, su corazón es puesto para donación de órganos. Sin embargo, la organización de Glass Heart decide robar el corazón e implantarlo en Xiang Ying, al no querer perder a tan valiosa asesina.
Tras más de un año en coma en Taiwan, Glass Heart despiera con imágenes no solo de sus asesinatos sino también de Ryo Saeba, a quien ella no conoce. Así, escapa y vuelve a Shinjuku y logra localizar al "City Hunter" (Ryo) quien tras la muerte de Kaori decide retirarse. Tras enterarse de que el corazón de Kaori se encuentra en ella, Ryo decide adoptarla como su hija adoptiva, y luego ella finalmente es nombrada como "Xiang Ying". A lo largo de la serie, Ryo buscará ayudar a Xiang a seguir adelante con su vida en un mundo fuera de la violencia, aunque la organización antigua de ella evitará ello.

## Personajes
Los principales personajes de Angel Heart son:
- Glass Heart.- Voz: Mao Kawasaki

Una asesina a sueldo que tras intentar suicidarse, les es trasplantado el corazón de Kaori Makimura.
- Ryo Saeba.- Voz : Akira Kamiya

Un detective privado a punto de retirarse.
- Kaori Makimura.- Voz : Kazue Ikura

Prometida y ayudante de Ryo Saeba que muere en un accidente de tráfico y permanece en el corazón de Glass heart dándole una doble personalidad.
- Umibozu.- Voz : Tesshō Genda

Mercenario retirado que regenta el bar Cat's Eyes.
- Saeko Nogami.- Voz : Youko Asagami

Detective de la policía y amor platónico de Ryo Saeba.